# Marta Gran Rodríguez
Marta Gran Rodríguez (Barcelona, 25 de novembre de 1968) és una exjugadora de rugbi catalana.
Jugadora en la posició de segona línia, debutà amb el Club Esportiu INEF Barcelona, amb el qual guanyà dos Campionats d'Espanya (1989, 1995). La temporada 1994-95 fitxà pel Rugbi Club l'Hospitalet, aconseguint tres Copes de la Reina (1997, 1998, 2002). La temporada 2002-03 jugà al BUC, on acabà retirant-se. Internacional amb la selecció espanyola de rugbi en trenta-set ocasions, es proclamà campiona d'Europa el 1995 i participà als Campionat del Món de 1998 i 2002. Entre d'altres distincions, va rebre la medalla de bronze de la Federació Espanyola de Rugbi l'any 2001.

## Palmarès
Clubs
- 5 Campionat d'Espanya de rugbi femení: 1988-89, 1994-95, 1996-97, 1997-98 i 2001-02

Selecció espanyola
- 1 medalla d'or al Campionat d'Europa de rugbi femení: 1995
- 3 medalles d'argent al Campionat d'Europa de rugbi femení: 1996, 1999, 2001
- 1 medalla de bronze al Campionat d'Europa de rugbi femení: 1997